# Museo Brahms
Il Museo Brahms è un museo nel Quartiere dei compositori ad Amburgo-Neustadt, Germania. È dedicato al compositore classico Johannes Brahms.

## Collezioni e attività
Il museo è stato fondato nel 1971 e si trova su due piani di un edificio storico nella Peterstraße, vicino a dove è nato Brahms. Una sezione della raccolta tratta i primi tre decenni della sua vita ad Amburgo. Si può vedere il pianoforte da tavolo di Baumgardten & Heins del 1860 circa su cui Brahms dava lezioni di pianoforte. Sono esposti diversi utensili della sua vita, opere d'arte, diversi busti e una vasta collezione di fotografie.
C'è una biblioteca con più di 300 libri, l'edizione completa di Brahms dell'editore G. Henle Verlag, registrazioni audio, numerose repliche di notazioni musicali, lettere, programmi di concerti e altri documenti.
La Lichtwark-Saal della Fondazione Carl Toepfer, un luogo vicino al museo, è un luogo per mostre temporanee, conferenze e concerti di Brahms. Ci sono regolarmente tour a piedi attraverso Amburgo lungo luoghi storici al di fuori della vita di Brahms.

## Galleria d'immagini
|  |  |  |

|  |  |  |